# Whale Cay
Whale Cay est une caye sablonneuse qui fait partie des îles Berry aux Bahamas. Elle est située à 60 km au nord-ouest de Nassau.
C'est une île privée, accessible par la mer et possédant une piste d'atterrissage. Une grande partie de premiers bâtiments ont été construits entre les années 1930 et 1970 par la célèbre écrivaine anglaise Joe Carstairs. La plupart des premiers bâtiments sont tombés en ruine. En 1975 l'île a été revendue pour un nouveau programme immobilier de résidences privées.
Sur cette île se trouve le phare de Whale Point construit en 1920.

### Articles externes
- Whale Cay